# Sogliano Cavour
Sogliano Cavour község (comune) Olaszország Puglia régiójában, Lecce megyében.

## Fekvése
A Salentói-félszigeten fekszik, Leccétől délre.

## Története
A település első írásos említése a 9. századból származik, noha a történészek szerint eredete jóval korábbi időkre tehető. 1055-bem Sogliano a Leccei Grófság része lett, majd 1088-ban a Soletói Grófságé. Ezt követően a Ferrari hercegek szerezték meg, majd a 19. század közepén a Tamborino di Maglie család. Napjainkban is a család birtokolja a község területének nagy észét. A Cavour nevet a 19. század végén vette fel Camillo Benso di Cavour olasz politikus tiszteletére, akinek jelentős szerepe volt Olaszország 1861-es egyesítésében.

## Népessége
A népesség számának alakulása:

## Főbb látnivalói
- San Lorenzo Martire-templom  - a 15. század végén épült.
- a 17. században alapított Ágoston-rendi kolostor